# جرج کاتلغ
جرج کاتلغ (انگلیسی: George Catleugh; ۱۱ ژوئن ۱۹۳۲ – ۵ آوریل ۱۹۹۶) بازیکن فوتبال اهل بریتانیا بود.
از باشگاه‌هایی که در آن بازی کرده‌است می‌توان به باشگاه فوتبال واتفورد، باشگاه فوتبال نانیتون تاون، و باشگاه فوتبال بری اشاره کرد.